# Salon international de l'automobile de Genève 2014
Le Salon international de l'automobile de Genève 2014 est un Salon automobile qui s'est tenu du 6 mars au 16 mars 2014 à Genève. Il s'agit de la 84e édition internationale de ce salon, organisé pour la première fois en 1905.
Pour la troisième fois, le trophée européen de la voiture de l'année (Car of the Year) y a été décerné le 3 mars, la veille de l'ouverture aux journées de presse .
Le dimanche 16 mars, la manifestation, qui a accueilli plus de 250 exposants de 30 pays représentant 700 marques, s'est terminée avec une affluence cumulée sur les 11 jours de 670 000 visiteurs, en baisse de 20 000 par rapport à l'édition 2013.

## Nouveautés
Extrait des 105 premières mondiales et 41 premières européennes de l'édition 2014 :
- Renault Clio RS, baptisée Monaco[5]
- Suzuki Celerio
- Volvo Ocean Race [6]

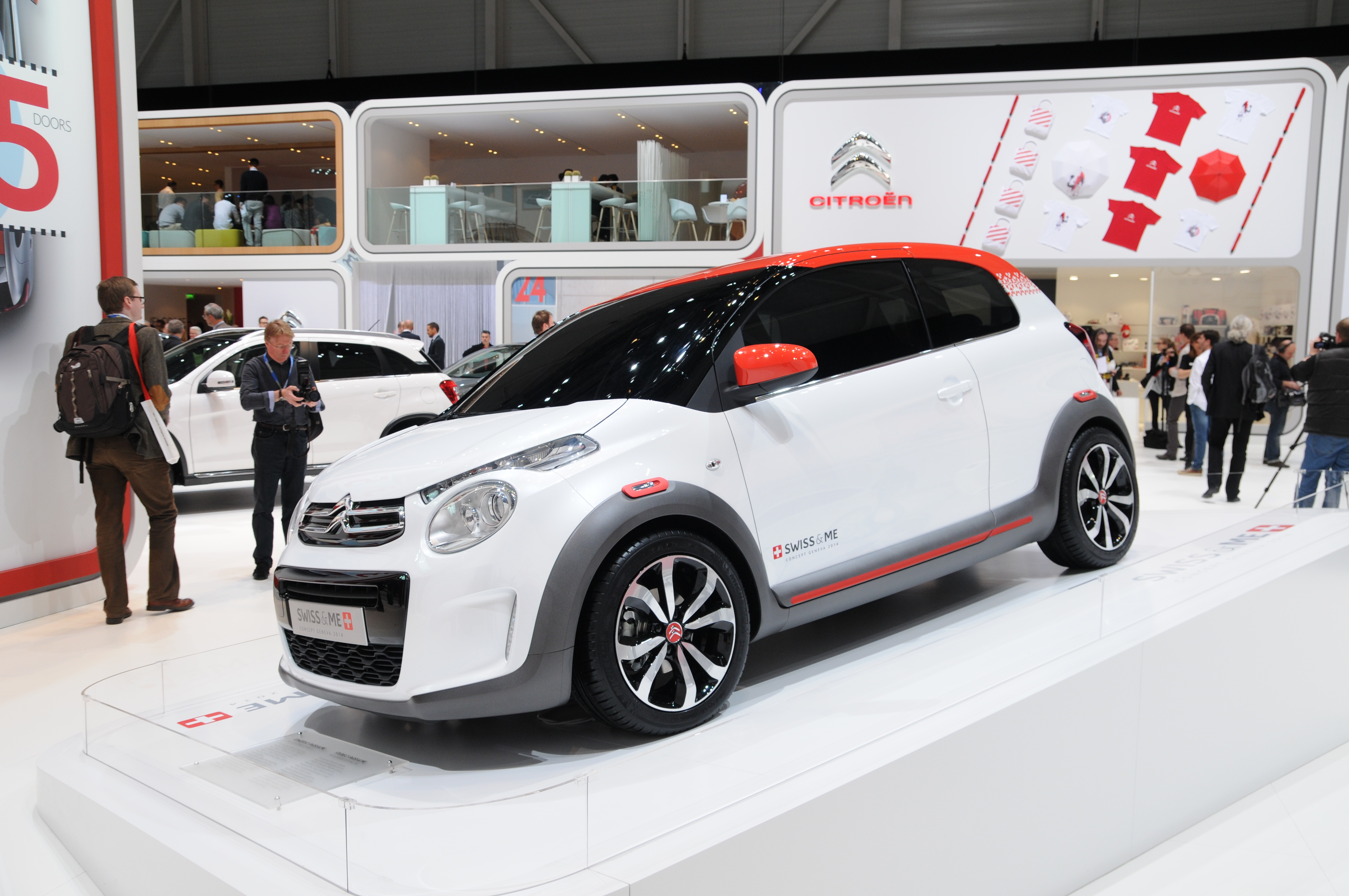
Citroën C1
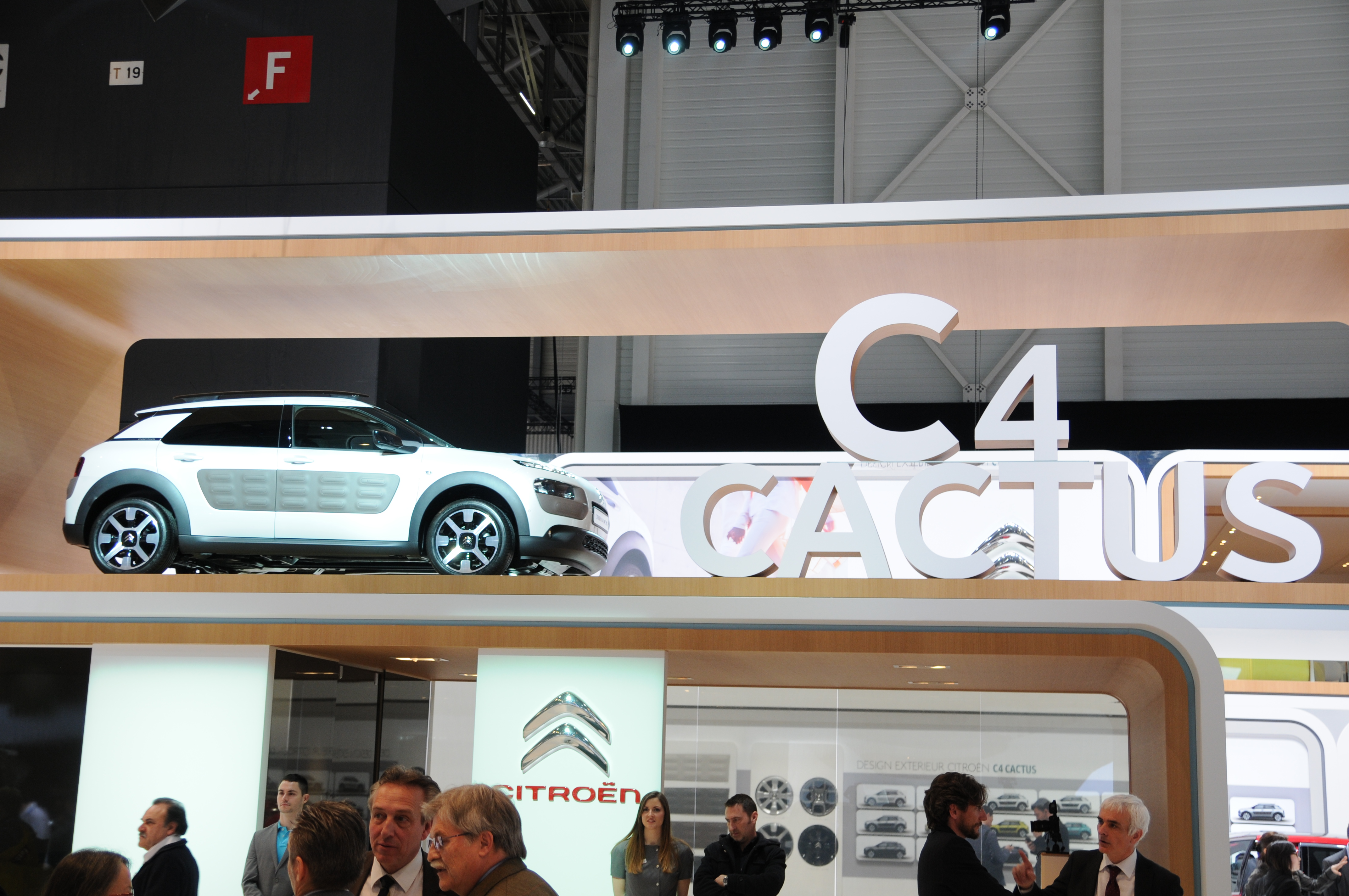
Citroën C4 Cactus
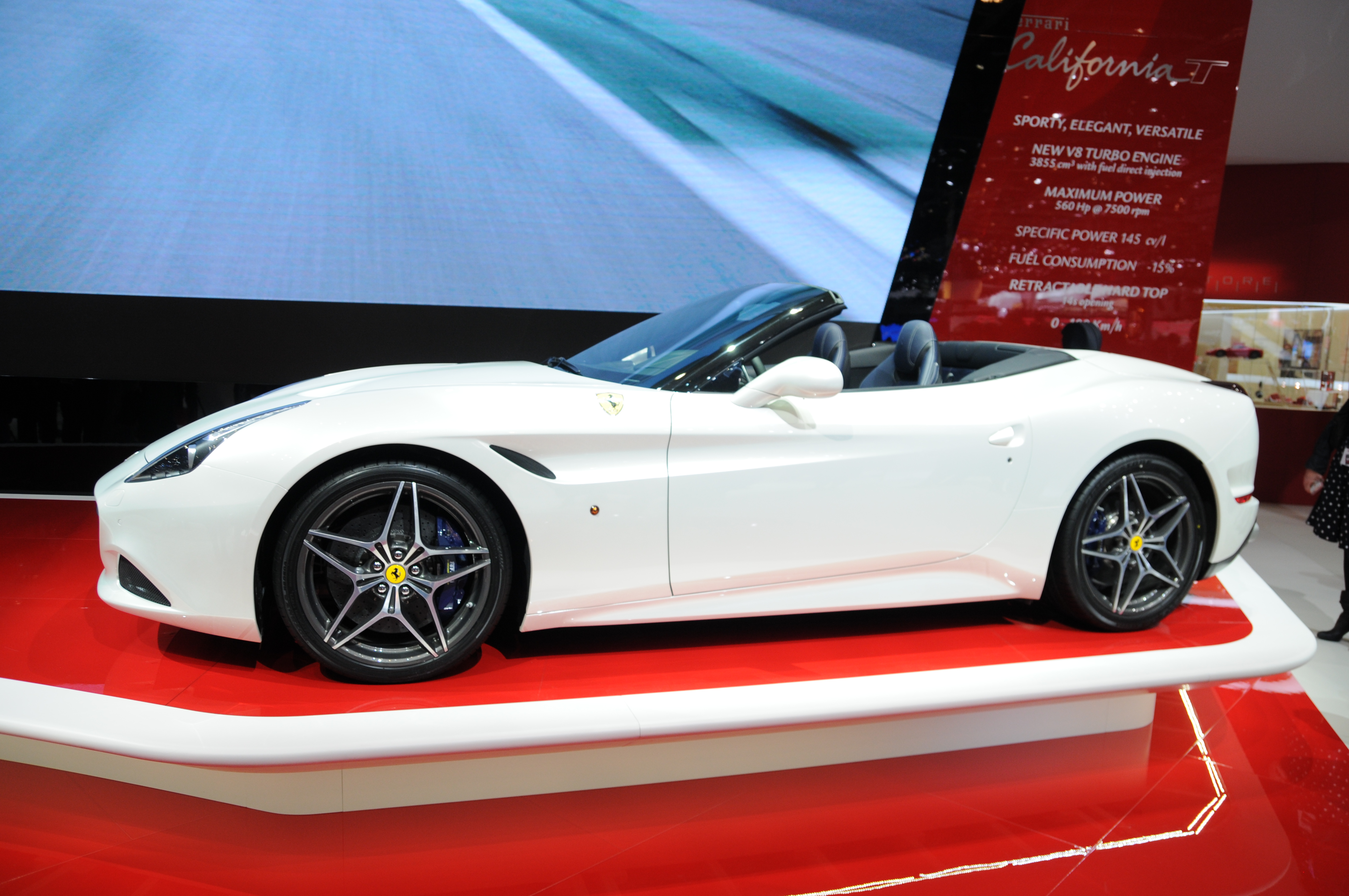
Ferrari California T, bi-turbo de 560ch
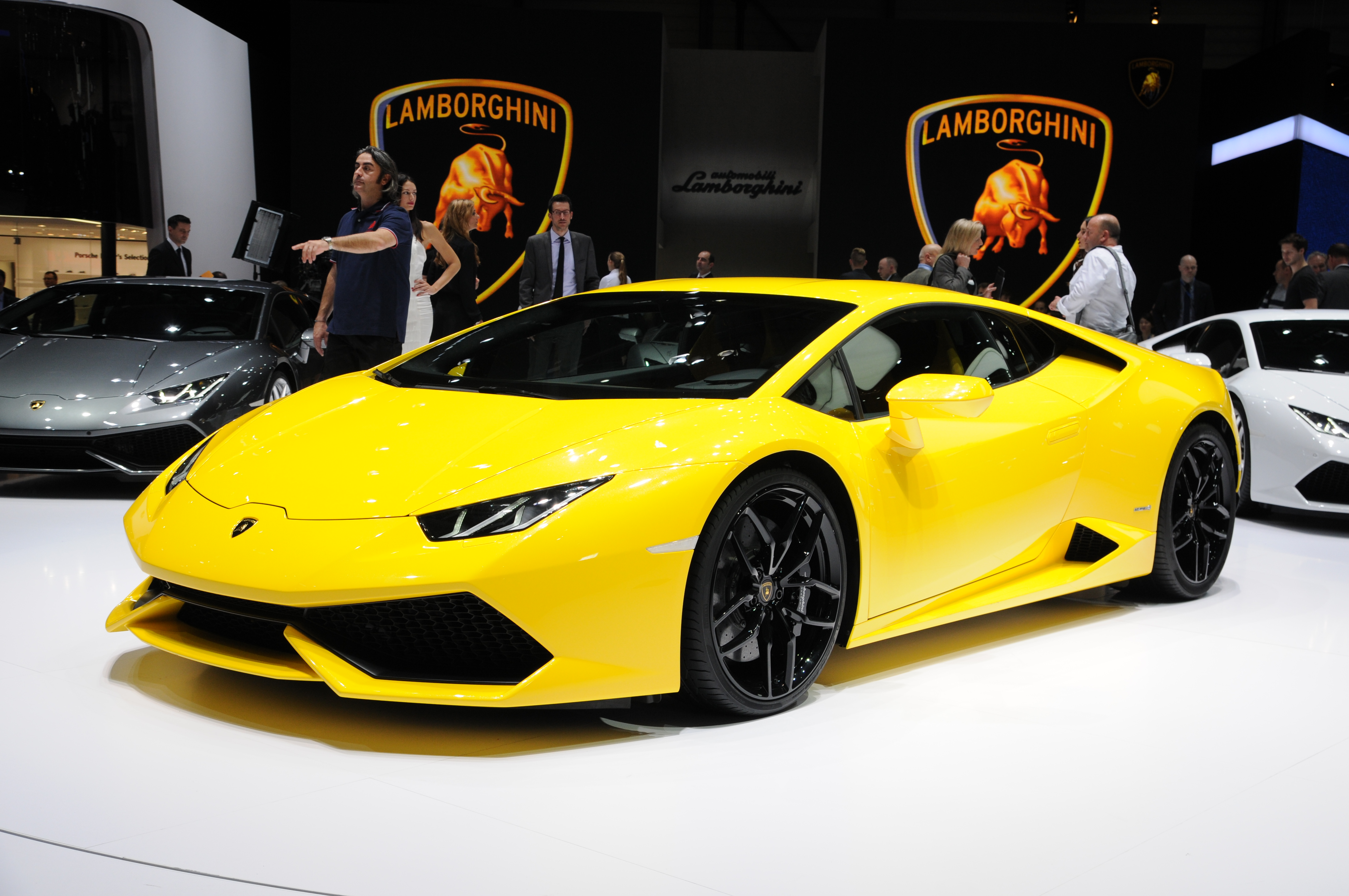
Lamborghini Huracán
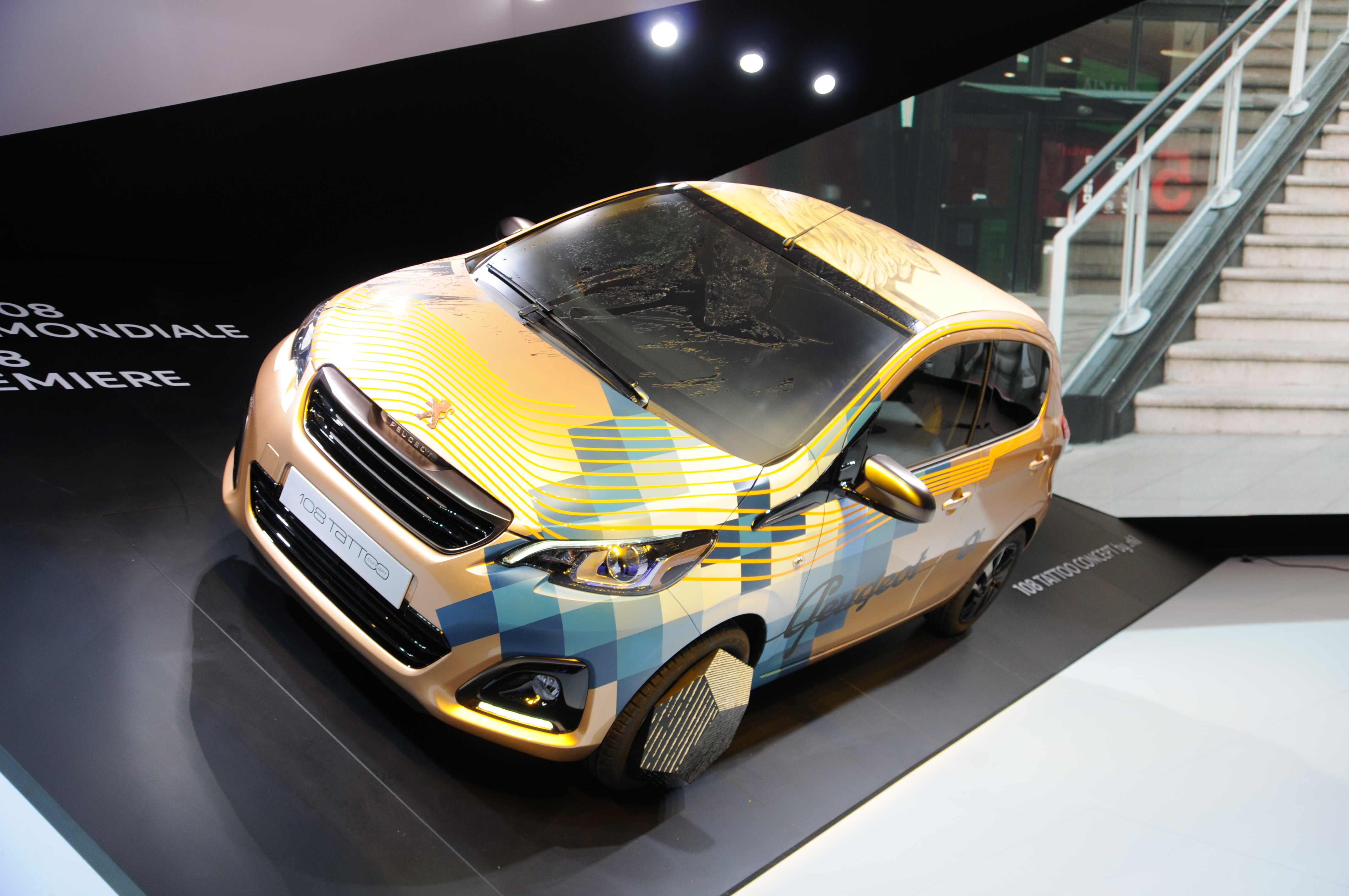
Peugeot 108
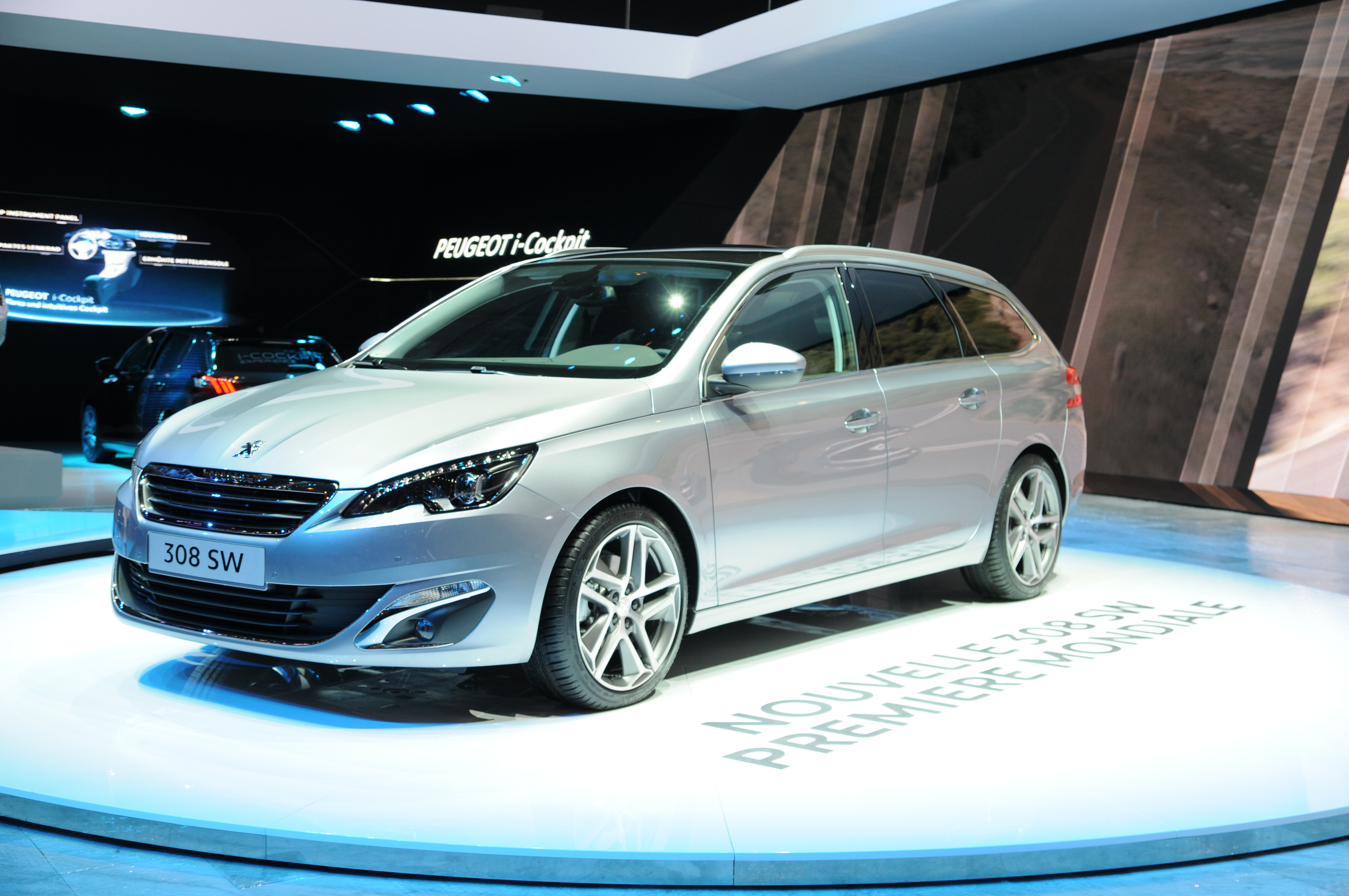
Peugeot 308 SW
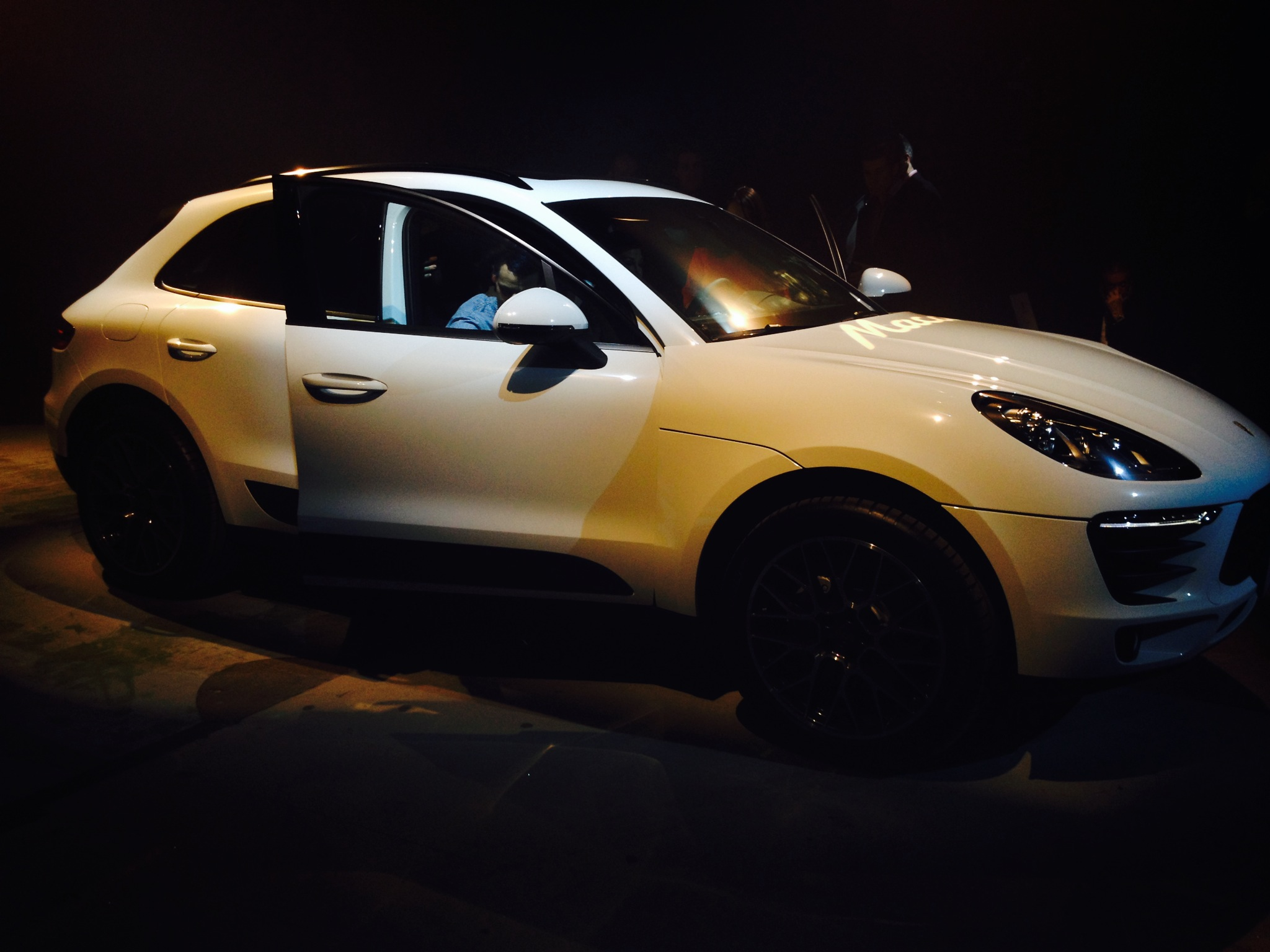
Porsche Macan
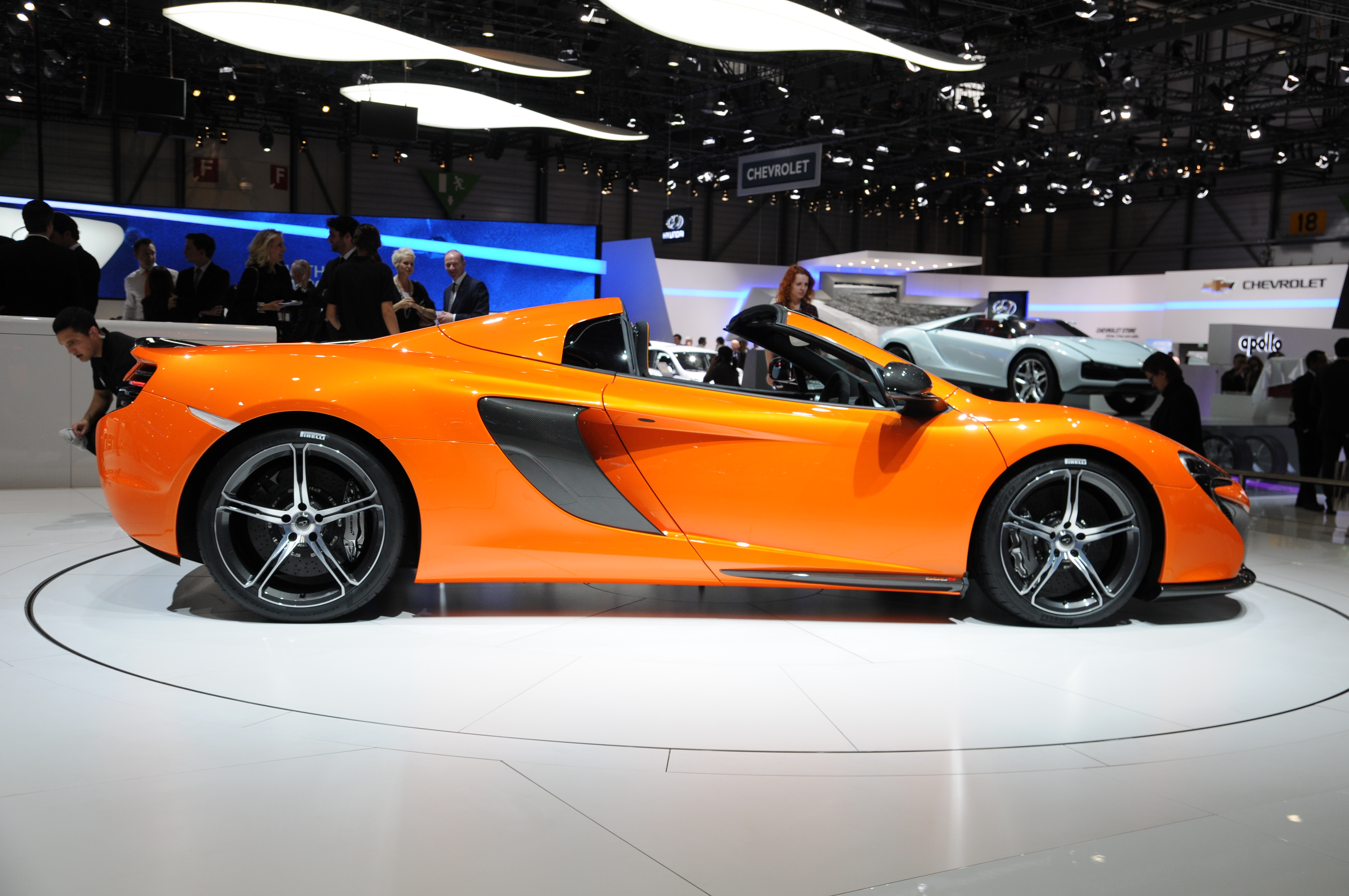
McLaren 650 S
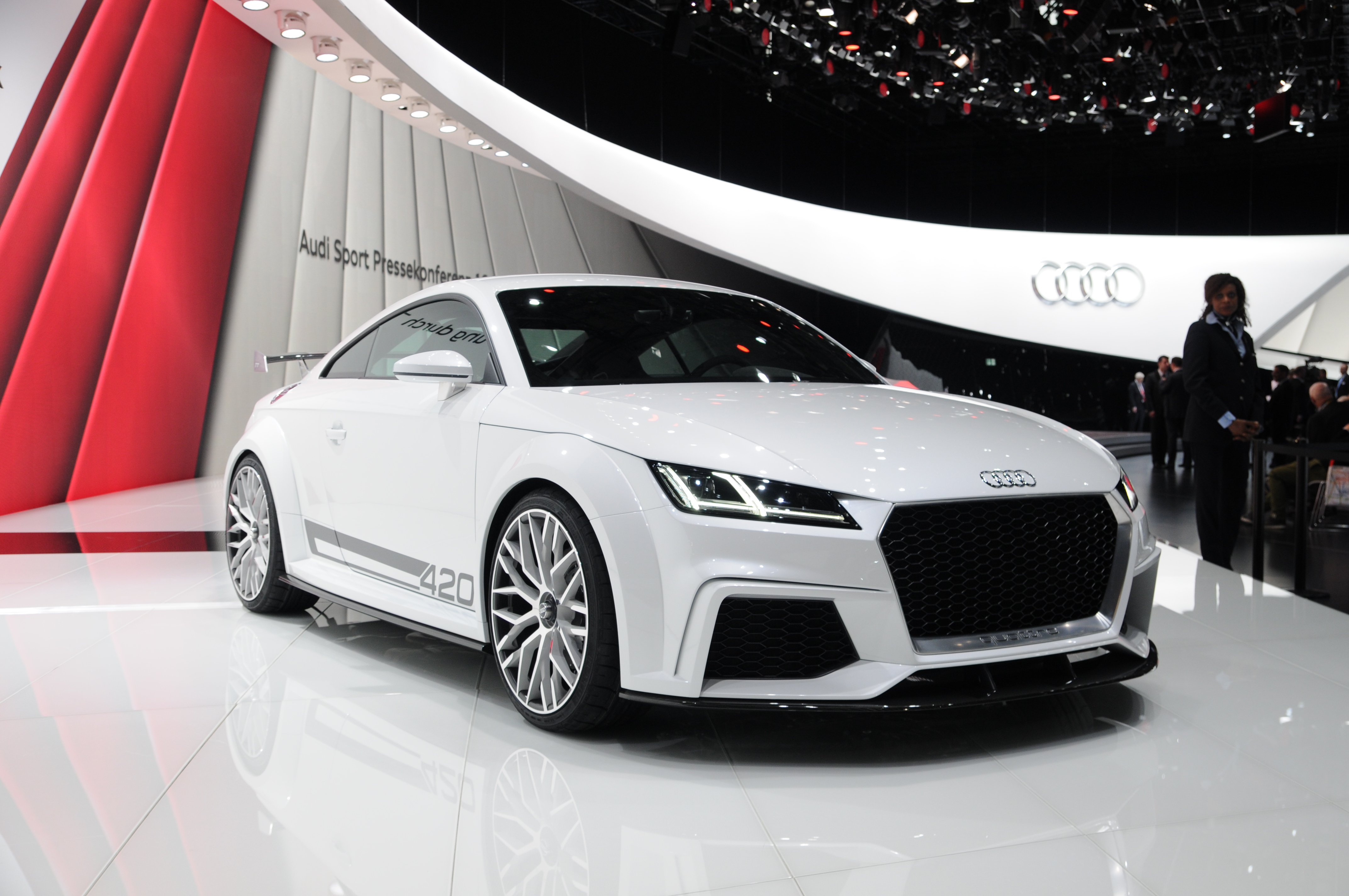
Audi TT
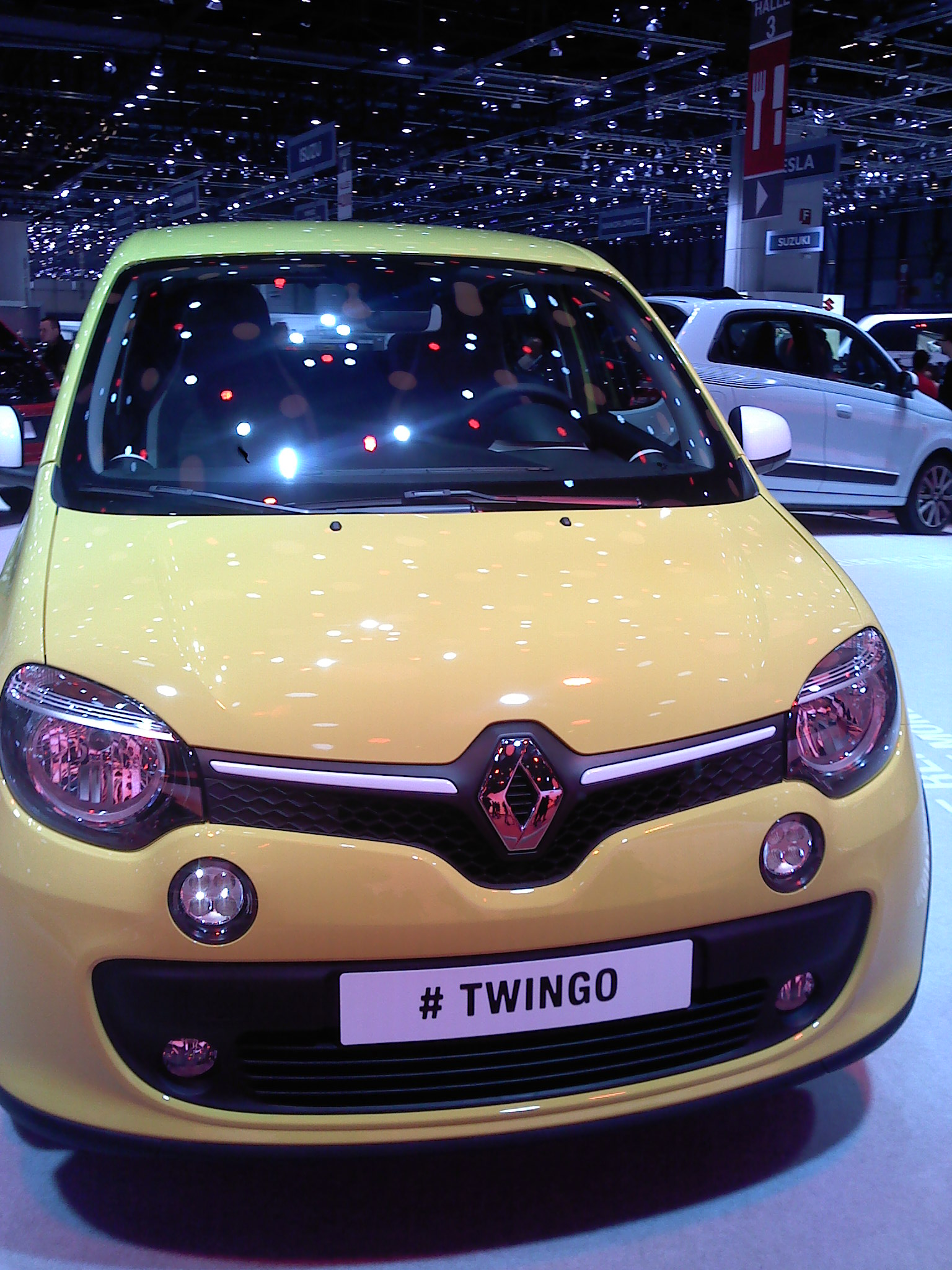
Renault Twingo III

## Concept cars
- Mitsubishi Concept GC-PHEV[11]